# Правни факултет Свеучилишта у Загребу
Правни факултет у Загребу један је од најстаријих факултета у Хрватској. Налази се у саставу Свеучилишта у Загребу.
Правни факултет основан је 1776. године, када је царица Марија Терезија декретом основала Краљевску академију наука, која је је обухватала три факултета: Мудрословни (Филозофски), Богословни (Теолошки) и Правословни (Правни). Под тим називом Факултет дјелује до 1926. када је преименован у данашњи назив Правни факултет. У Правни факултет припојена је 1968. Висока управна школа, а 1983. и Виша управна школа те Интерфакултетски студиј за социјалне раднике. То је имало за посљедицу организовање двогодишњег управног студија за управне правнике и четверогодишњег социјалног студија за дипломиране социјалне раднике. Порески студиј је дјеловао на студију од 1996. до 1998. године.

## Студије
На Правном факултету изводе два додипломска студија:
- за дипломираног правника
- за дипломираног социјалног радника,

те послиједипломски студији:
- Грађанскоправне науке
- Трговачко право
- Међународно право
- Казненоправне науке
- Фискални систем и фискална политика
- Управно политичке науке
- Европско право
- Социјални рад

## Заводи
Заводи су саставне јединице састављене од више катедри, са статусом филијала Факултета. Заводи организују и изводе научноистраживачки и високостручни рад у подручју правних наука које обухватају научне дисциплине у склопу завода.
На Факултету делују:
- Завод за међународно право и поредбено право,
- Завод за управно-политичке науке,
- Завод за казнене знаности, криминологију и виктимологију,
- Завод за трговачко право, право међународне трговине, економику и финансије,
- Завод за грађанскоправне науке и породично право
- Завод за историју права и државе
- Завод за социјалну политику
- Завод за социјални рад